# MSX-SYSTEM

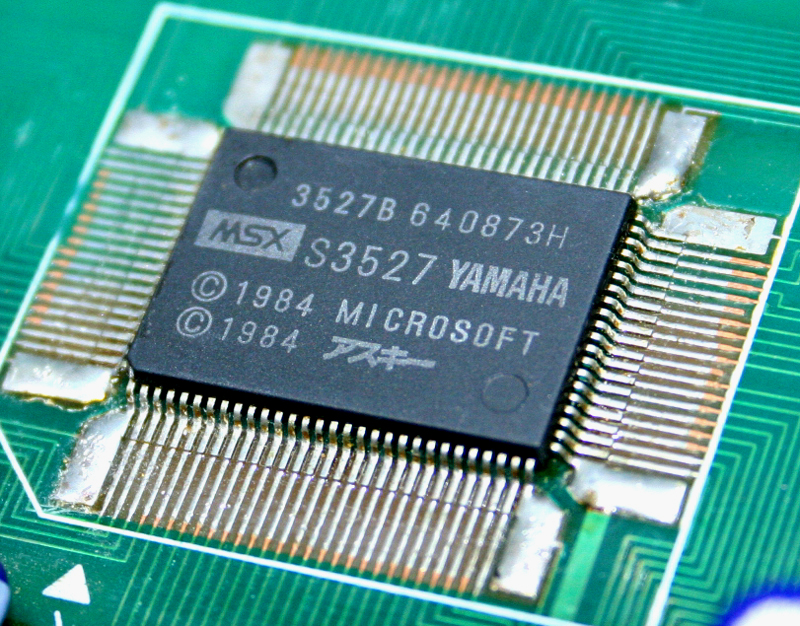
MSX-SYSTEM

MSX-SYSTEMとは、ホームコンピューターとして製品化されたMSX用途向けに設計されたカスタムチップの名称である。
MSX1相当向けにはS3527（MSX-SYSTEMまたはMPS(MSX Port Controller and Sound Generator)）、MSX2以降の用途向けにはS1985（MSX-SYSTEMII・"II"はローマ数字の2）があり、共にヤマハが製造を担当した。
これらはCPUやVDPを内蔵していないが、CPUを内蔵しているMSX-ENGINEという別のチップも存在する。

## 特徴
- S3527 MSX-SYSTEM
  - MSX1の内蔵する周辺回路の一部を1チップに凝縮したCMOS-LSI。S3527にCPU、VDP、ROM、RAM、キーボードを接続することによりMSXが構成可能である。
  - BASIC ROM（32KB）アクセス用インターフェイス
  - DRAMインターフェイス（16KB～64KB）
  - 基本スロット制御
  - 拡張スロット制御
  - M1サイクル時の1ウェイト挿入制御
  - キーボードインターフェイス
  - シリアルキーボードインターフェイス（MSX非準拠）
  - SSG YM2149相当（PSG AY-3-8910A互換）およびD/Aコンバータ内蔵
  - ジョイスティックポートインターフェイス
  - SiゲートCMOSプロセスによる製造
  - 5V単一電源
  - 100ピン0.65mmピッチプラスチックQFP

## 位置づけ
本チップのような統合LSIの登場により、従来は74シリーズなどを多数使用して構成しなければならなかったMSX内部の論理回路や周辺LSIがほぼワンチップに置き換えられ、安価かつ小型にMSX・MSX2が製造出来るようになった。なお、MSX-SYSTEM IIを使わないとMSX2以降を構成出来ないわけではなく、FS-5500のようにMSX-SYSTEMを使用してMSX2を構成した機種もある。